# Special Edition (Album)

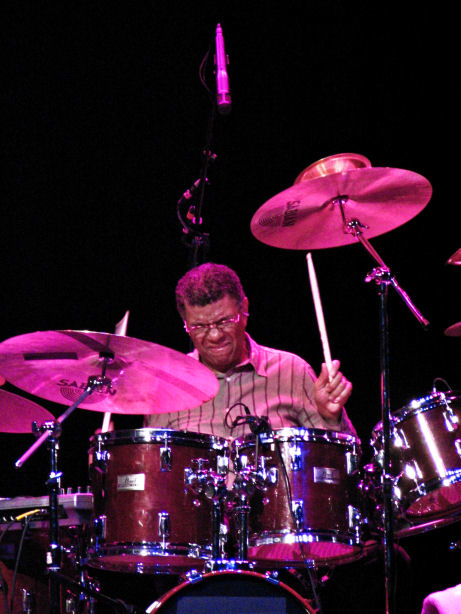
Jack DeJohnette 2006

Special Edition ist ein Jazz-Album von Jack DeJohnette, das im März 1979 in New York City aufgenommen wurde und 1980 bei ECM erschien. Special Edition benutzte DeJohnette auch als Bezeichnung seines damaligen Bandprojekts, dessen erstes Album er damit vorlegte.

## Das Album
Nachdem DeJohnette in der zweiten Hälfte der 1970er Jahre mit seinem Bandprojekt New Directions mit John Abercrombie, Lester Bowie und Eddie Gomez sowie im Trio Gateway (mit Abercrombie und Dave Holland) gearbeitet und ein Album als Schlagzeugsolist veröffentlicht hatte, startete er 1979 mit Special Edition. Diese Band war sein „Link zur Welt der Blasinstrumente“. In das Quartett holte DeJohnette die beiden Saxophonisten David Murray (Tenor) und Arthur Blythe (Alt); Murray spielte zudem Bassklarinette; beide waren zu dieser Zeit Mitglieder des World Saxophone Quartet. Hinzu kam der Bassist und Cellist Peter Warren. Das Repertoire bestand aus drei Eigenkompositionen des Bandleaders und zwei Titeln John Coltranes, Central Park West und India.
Das Album beginnt mit One for Eric, „perfekt im Geiste Eric Dolphys vorgetragen“, mit Murray an der Bassklarinette. Es geriet „zur humorvollen Hommage, die von Dolphys großen Intervallsprüngen über seine Vorstellung kompositorischer Reihung bis hin zu nervösen Melodielinien vieles zitierte und weiterführte.“
Die folgende Zoot Suite, welche Ian Carr an den Sound einer Jump-Band aus den 1940er Jahren erinnerte, ist von dem 4/4 taktigen Bass-Groove beherrscht, während Blythe am Alt- und Murray am Tenorsaxophon die Head-Linien wiederholen. Jack DeJohnettes Melodicaspiel leitet Coltranes Ballade Central Park West ein, dazu Peter Warren am Cello. Am Anfang von India spielt DeJohnette zunächst eine Klavierbegleitung, die die Motive der indischen Musik von Coltranes Komposition aufgreift; zu Murrays Klarinettenspiel setzt er wieder am Schlagzeug ein, dazu Blythe und Murray am Alt bzw. an der Bassklarinette. Der letzte Titel Journey to the Twin Planet ist eine frei angelegte Improvisation, mit Blythes quäkenden Alt und Murrays Tenor mit Überblastechniken, und im letzten Teil mit DeJohnettes Melodica, die an elektronische Musik erinnert. Die Bridge zwischen den beiden Teilen ist ein „schroffes, wildes und freies Bop[spiel], das zu einem ruhigeren, vermutlichen anderen Planeten führt“.
„Special Edition avancierte im Anschluss an diese akustische Grundsteinlegung zum Ausgangspunkt zahlreicher weiterer Alben und Tourneen“, schrieb Ralf Dombrowski. Unter der Bandbezeichnung nahm DeJohnette bis in die 1990er Jahre noch weitere Alben auf, u. a. mit Chico Freeman, John Purcell, Howard Johnson, Gary Thomas und Greg Osby.

## Rezeption
Das erste Special Edition-Album erlebte überwiegend positive Resonanz; der Kritiker der Stereo Review schrieb bei Erscheinen des Albums 1980: „In this ‘Special Edition’, Jack DeJohnette has given us a wonderful surrealistic portrait of jazz itself.“
Der Kritiker Michael G. Nastos zeichnete das Album bei AllMusic mit der Höchstnote aus und nannte den Sound des ersten (großartigsten) von Jack DeJohnettes Special Edition-Ensembles:

„This first version of Special Edition stands alone as one of the most important and greatest assemblages of jazz musicians. This CD deserves a definitive five-star rating for the lofty place it commands in the evolution of jazz headed toward new heights and horizons.“

Das Album sei „in vielerlei Hinsicht revolutionär in der modernen zeitgenössischen und kreativen improvisierten Musik um 1980“ gewesen. DeJohnette könne dabei die beiden Bläser mit „seinem knallharten Schlagzeugspiel“ antreiben, und wenn ihm die Stimmung passe, wechsele er zu Klavier oder der Melodica, währenddessen Peter Warren zu allem das Fundament lege.
Auch Ian Carr hob im Jazz – Rough Guide das Album als eines der bedeutendsten in der Diskographie des Bandleaders hervor und nannte es „a deft album with much variety of idiom and style.“ Zu den Höhepunkten des Albums zählte Carr One for Eric wegen seines komplexen Themas und der dynamischen Rhythmen, gepaart mit Murrays Bassklarinette, zum anderen die Zoot Suite.
Richard Cook und Brian Morton, die in ihrem Penguin Guide to Jazz das Album mit der zweithöchsten Bewertung versahen, heben besonders die Leistungen der beiden Holzbläser Murray und Blythe hervor, besonders angesichts der Tatsache, dass letzterer die folgenden Jahre in einem kreativen Tief verbrachte. One for Eric sei „ein reichlich einfallreiches Tribut an Dolphy.“
Ralf Dombrowski nahm das Album „mit den fünf kunstvoll zwischen Komposition und Improvisation changierenden Stücken“ in seine Basis-Diskothek Jazz auf und hob die Rolle DeJohnettes als Zentrum des musikalischen Geschehens hervor, „das über den Puls hinaus in ständigem Rekurs auf die Experimente der anderen eine zusätzliche Ebene des musikalisch-rhythmischen Kommentars gestaltete.“

## Titelliste

David Murray, 1980, Amsterdam

- Jack DeJohnette: Special Edition (ECM 1152,[6] Trio Records PAP-9196 (Japan), ECM Records 827694-2[7])[A 1]
  1. One for Eric (DeJohnette) – 9:52
  2. Zoot Suite (DeJohnette) – 11:29
  3. Central Park West (Coltrane) – 3:16
  4. India (Coltrane) – 6:02
  5. Journey to the Twin Planet (DeJohnette) – 8:42